# هضبة حضرموت
هضبة حضرموت هي أكبر مظهر رسوبي، جنوب الجزيرة العربية، وهي عبارة عن ثنيتين محدبتين إحداهما شمالية والأخرى جنوبية، واتجاه محاورهما من الغرب إلى الشرق، يفصل ما بينهما ثنية مقعرة يشغلها حالياً وادي حضرموت. تنقسم الهضبة إلى هضبتين شمالية وجنوبية، مع وجود ثنيتين مقعرتين ثانويتين في الهضبة الجنوبية، تقع الأولى امتداد من مصب وادي حضرموت قرب مدينة الغيضه الى حدود صحراء السبعتين في أسفل وادي جردان، والأخرى في الهضبة الشمالية. تقع من منطقة العبر الى قرب حدود عمان تفصل بين وادي حضرموت والربع الخالي
يمكننا تقسيم الهضبة إلى نطاقين رئيسين هما:

## سطح الهضبة
يغلب عليها التجانس التام، حيث تسود السهول مساحات شاسعة، تغطيها الحصى والحصباء الحادة الأطراف، وتنقسم إلى عدة هضاب ثانوية هي:
- هضبة حضرموت الجنوبية:

تمتد من حوض القذيف غرباً وصحراء السبعتين في  إلى خليج القمر المطل على المهرة شرقاً، 
وتصب منها أودية تسماء حجرية وهي تصب في الساحل امثال وادي حجر و غيرة من الأودية ووديان تسيل باتجاه وادي حضرموت وتسمى أودية نجدية مثل وادي دوعن وعمد وغيرة وتقدر المسافة بنحو 400كم. ويصل ارتفاع الهضبة في الجزء الغربي إلى 1500م فوق سطح البحر، وتنحدر تدريجياً نحو الشرق، ويصل الارتفاع إلى 600م في هذا الجزء من الهضبة، كما تنحدر الهضبة من الجنوب الغربي من أعلى قممها التي يبلغ ارتفاعها 2000م فوق سطح البحر.
- هضبة حضرموت الشمالية:

تمتاز باتساعها وقلة ارتفاعها، مقارنة بالهضبة الجنوبية. وتبدأ حدود هضبة حضرموت من الغرب بجرف هضبي قرب مدينة العبر ، وتنحدر تدريجياً نحو الشرق حتى تصل إلى الحدود الدولية مع عُمان، الجزء الشمالي من هضبة حضرموت لا يرتفع كثيراً عن مستوى السهل الحصوي الرملي المتاخم لصحراء الربع الخالي، حيث لا يتجاوز ارتفاع حافة الجرف 40م، وترتفع الهضبة تدريجياً حتى تصل إلى 1700م فوق سطح البحر، في جبال حبشية ومهرات في الشمال، ثم تختفي الجبال وتغوص تحت النطاق الانتقالي إلى صحراء الربع الخالي. وتصب منها أودية تسيل باتجاه وادي حضرموت مثل جعيمه وسر واودية أخرى تصب باتجاه الربع الخالي 

## وديان الهضبة
في هضبة حضرموت عدة نظم أساسية للتصريف المائي، هي:
- الوديان النجدية حوض وادي حضرموت:

يغطي حوض الوادي مساحة قدرها 20400كم2، ويمتد حتى مرتفعات اليمن الغربية في الغرب. وتحتل الوديان الفرعية الجنوبية لحوض وادي حضرموت مساحة كبيرة تقدر بنحو 15200كم2، تتوزع على الوديان الآتية: عمد، دوعن، العين، بن علي، تاربة، عدم.

الوديان الحجرية وهي التي تصب في ساحل البحر العربي وخليج عدن 
مثل وادي حجر وادي وادي الخربه وادي عماقين وغيرها
- حوض وادي المسيلة:

يعد الحوض امتداداً لحوض وادي حضرموت، وينحرف الانحدار العام لوادي المسيلة حتى يصل إلى البحر في اتجاه الجنوب الشرقي. في الجزء العلوي من حوض وادي المسيلة يضيق قاع الوادي ويصل إلى 500م، وعمق لا يزيد على 70م عن مستوى الجروف المطلة. وعند اختراق وادي المسيلة لهضبة حضرموت الجنوبية والسلاسل الجبلية المطلة على السهول الساحلية يضيق الوادي إلى 30م، وترتفع إلى جواره الجروف على شكل خوانق عميقة، يصل ارتفاعها إلى 600م تقريباً.
- وديان التصريف الداخلي المتجهة إلى صحراء الربع الخالي:

تمتاز وديان التصريف الداخلي إلى صحراء الربع الخالي بطولها الكبير الذي يصل إلى 250كم، وتمتاز بسعة قيعانها وانخفاض انحدارها. وعموماً تقع الوديان الغربية من هذه المجموعة في أعلى جهات الهضبة الشمالية، وتكون أكثر وفرة في المياه التي تقوم بدور ملحوظ في التعرية، مما أنتج  تشكيل الجروف المرتفعة التي ينخفض مستواها بالاتجاه شرقاً وشمالاً.